# پراگ ۲۱
پراگ ۲۱ (به لاتین: Prague 21) یک منطقهٔ مسکونی در جمهوری چک است که در پراگ ۹ واقع شده‌است. پراگ ۲۱ ۱۰٫۱۵ کیلومتر مربع مساحت و ۹٬۲۰۹ نفر جمعیت دارد.